# ロジャー・ハーグリーブス
ロジャー・ハーグリーブス (1935年5月9日 – 1988年9月11日) は、イギリスの漫画家、イラストレーター、作家。児童文学を書いていた。「ミスターメン」シリーズ、「リトルミス」シリーズ、「ティンバックツー」シリーズで知られている。シンプルでユーモアあふれる物語と、大胆で鮮やかなイラストが特徴で、これらのシリーズは世界中で20言語に翻訳され、累計販売部数は8,500万部を超えている。

## 誕生
1935年5月9日イングランド、ウェスト・ヨークシャー州クレックヒートンにあるバスロード1番地の私立病院で、アルフレッド・レジナルド・ハーグリーブスとエセル・メアリー・ハーグリーブスの間に産まれた。
その後、クレックヒートンのハーツヘッド・ムーア、ハリファックスロード703番地で育ち、その家の外には現在、記念銘板が設置されている。

## 幼少期
ソービーブリッジ・グラマースクール（現在のトリニティアカデミー・ソービーブリッジ）に通った。その後、父親が経営するランドリーおよびドライクリーニング事業で1年間働き、その後広告業界での仕事に就いた。1968年までには、フート・コーン・アンド・ベルディング広告代理店のクリエイティブディレクターとして活躍し、「Emigrate to Canada Dry (for the sake of your Scotch)」（「カナダドライへ移住を（スコッチのために）」）といったスローガンを作成した。
もともと漫画家になりたいと考えていたハーグリーブスは、1971年にテレビでアスキットパウダーの宣伝に使用されるキャラクターを制作した。このキャラクターは1971年から1994年まで使用された。

## キャリア
1971年、ロンドンの企業でクリエイティブディレクターとして働いていた際に、ハーグリーブスは最初の「ミスターメン」シリーズの本『ミスター・ティックル』を書いた。当初は出版社を見つけるのに苦労したが、一度出版されると本は瞬く間に売れ始め3年以内に100万部以上を売り上げた。
1974年には、アーサー・ロウがナレーションを務めたBBCのアニメーションテレビシリーズがこの本から生まれた。その翌年には、第一シリーズのタイトルとともに、新しいタイトルが二本立て形式で放送される第二シリーズが制作された。
1976年までにハーグリーブスは本業の仕事を辞め、執筆に専念した。1981年には「リトルミス」シリーズの本が発表され、1983年には、ポーリーン・コリンズとその夫ジョン・オールダートンがナレーションを務めるテレビシリーズにもなった。
ハーグリーブスは、「ティンバックツー」シリーズ（全25冊）や『ジョン・マウス』、『ラウンディーとスクエアリー』の本を含む多くの児童向けの物語を執筆したが、特に有名なのは46冊の「ミスターメン」シリーズと33冊の「リトルミス」シリーズである。

## 死後
1975年から1982年の間、ハーグリーブスは家族と共にガーンジー島で生活していた。その後、ケント州カウデン近郊のサセックスハウスファームに居を構えた。ハーグリーブスは1988年9月11日、脳卒中を患い、ロイヤル・タンブリッジ・ウェルズにあるケント・アンド・サセックス病院で53歳で無くなった。彼はイースト・サセックス州カウデンに埋葬された。
ハーグリーブスの死後、息子のアダムが「ミスターメン」と「リトルミス」シリーズのキャラクターを使った新しい物語の執筆とイラストを引き継ぎ、表紙には父親の署名を使用した。
2004年4月、ハーグリーブスの未亡人クリスティーンは、「ミスターメン」のキャラクターに関する権利をイギリスのエンターテインメントグループ「Chorion」に2800万ポンドで売却した。2011年12月、「Chorion」は「ミスターメン」のブランドと関連商品のビジネスを日本の「サンリオ」に売却した。

## 家族
ハーグリーブスとその妻には4人の子どもがいた。アダム、ジャイルズ、そして双子のソフィーとアメリアである。「ミスターメン」シリーズの最初のキャラクターは、8歳だった息子アダムが父親に「くすぐりってどんな形をしているの？」と尋ねたことがきっかけで生まれたと言われている。ハーグリーブスは丸いオレンジ色の体と長い腕を持つキャラクターを描き、それが「ミスター・ティックル」になった。

## 著書
- ミスターメン
- リトルミス
- ウォルター・ワーム
- ワンス・アポン・ア・ワーム
- ジョン・マウス
- シングス
- アルバート・エレファント、カウント・ワームとグランドファーザー・クロック
- アイ・アム...
- ティンバックツー
- ヒッポ・ポットとマウス
- イージー・ピージー・ピープル（グレイ・ジョリフとの共著）
- ラウンディーとスクエアリー

## 他の本に登場するキャラクター
いくつかの「ミスターメン」の本にはハーグリーブス自身も描かれている。
- ミスター・スマイル
- リトルミス・スター

## レガシー
Googleは、2011年5月9日にハーグリーブスの76回目の誕生日を祝うため、世界中のホームページで16種類のGoogle Doodleを公開した。

## 関連リンク
- 公式ウェブサイト